# Lagoa (Pastoriza)
Lagoa (llamada oficialmente San Xoán de Lagoa) es una parroquia española del municipio de Pastoriza, en la provincia de Lugo, Galicia.

## Organización territorial
La parroquia está formada por diez entidades de población:

### Entidades de población
Entidades de población que forman parte de la parroquia:
- Abelaira (A Abelaira)
- Barral (O Barral)
- Gasalla
- Loboso
- Marful
- Paleira (A Paleira)
- Rozas (As Rozas)
- Vozarei (Bozarrei)

### Despoblados
Despoblados que forman parte de la parroquia:
- Bellagal (O Bellagal)
- Sande

## Demografía
| Gráfica de evolución demográfica de Lagoa entre 2000 y 2020 |
|                                                             |
| Datos según el nomenclátor publicado por el INE.            |